# Requiem (Ünlü)
Das Requiem von Altuğ Ünlü ist ein musikalisches Auftragswerk.
Altuğ Ünlü komponierte sein Requiem (2012–2013) anlässlich des 100. Gedenkjahres nach Ausbruch des Ersten Weltkriegs. Es handelt sich um ein Auftragswerk der Rellinger Kirche. Das Werk umfasst 5 Sätze. Es ist beim Friedrich Hofmeister Musikverlag im Druck erschienen. Der Musikwissenschaftler Constantin Floros hat zu diesem Werk ein Geleitwort verfasst, in dem er es folgendermaßen charakterisiert: „Das vorliegende Werk des Ligeti-Schülers Altuğ Ünlü lässt sich wohl am besten als eine Gedenkkomposition hören und verstehen. Es ist nicht als Fürbitte für den Frieden der Toten wie in der katholischen Totenmesse noch als Trost für die Hinterbliebenen wie im Deutschen Requiem von Johannes Brahms gedacht. Es ist weniger aufwühlend als Mozarts Requiem und nicht theatralisch-dramatisch wie Verdis Werk. Vielmehr steht im Mittelpunkt die Besinnung auf die schrecklichen Ereignisse des 20. Jahrhunderts.“

## Satzüberschriften
1. Introitus
2. Kyrie
3. Dies irae
4. Sanctus
5. Lux aeterna

## Text
Dieses Requiem basiert auf dem traditionellen lateinischen Text. Lediglich im 3. Satz Dies irae wurde der Text verkürzt. Anders als in vielen anderen Requiem-Vertonungen erscheint „Lacrimosa“ nicht als gesonderter Satzabschnitt oder als eigenständiger Satz.
Dies irae dies illa,

Solvet saeclum in favilla:

Teste David cum Sibylla.

Quantus tremor est futurus,

Quando iudex est venturus,

Cuncta stricte discussurus!

Tuba mirum spargens sonum

Per sepulcra regionum,

Coget omnes ante thronum.

Mors stupebit et natura,

Cum resurget creatura,

Iudicanti responsura.

Liber scriptus proferetur,

In quo totum continetur,

Unde mundus iudicetur.

Lacrimosa dies illa,

Qua resurget ex favilla

Iudicandus homo reus:

Huic ergo parce Deus.

## Besetzung
Die Besetzung umfasst 4 Gesangssolisten (Sopran, Alt, Tenor, Bass), gemischten Chor und Orchester. Die Streicher sind solistisch besetzt und werden mit Mikrofonen verstärkt.

## Choralzitate

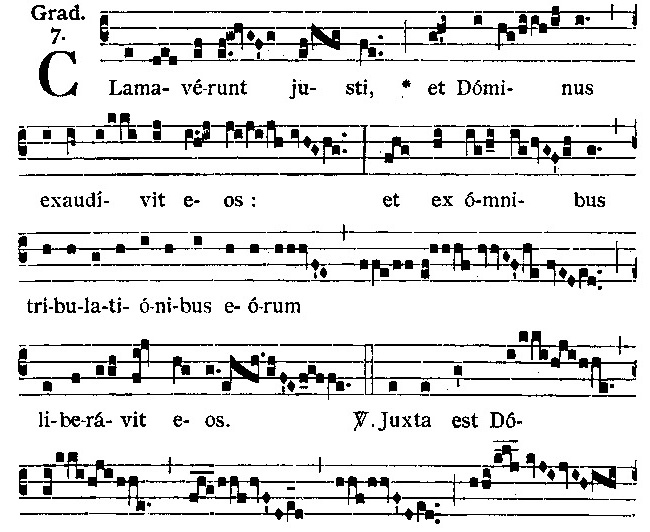
Der gregorianische Choral: „Clamaverunt justi“

Der Komponist schreibt in einer Anmerkung in der Dirigierpartitur: „Der 1. Satz (Introitus) basiert weitgehend auf einem gregorianischen Choral (mit parodiertem Text), dessen Initiale im 3. Satz (Dies irae, ab T. 25) und im 5. Satz (Lux aeterna, ab T. 53) zitiert wird.“

## Stilistik
Stilistisch oszilliert die Musiksprache dieses Requiems zwischen modaler Melodik sowie komplexer Polyrhythmik und dichter Polyphonie (siehe z. B. in dem Ausschnitt aus „Dies irae“ oben insbesondere die phrygische Tonfolge der Singstimme Alt und die rhythmische Gestalt der Instrumentalstimmen im polyphonen Geflecht). Im vierten Satz „Sanctus“ erklingen sogar teilweise zwei Taktarten übereinander. Laut einer Anmerkung in der Partitur heißt es: „Die Polymetrik (3/4- gegen 4/4-Takt) wird am besten so ausgeführt, dass der Dirigent 4/4-Takt schlägt, während die Sänger (an einigen Stellen auch die Instrumentalisten) den Takt selbst in 3/4 einteilen“. Auch Floros vermerkt in seinem Geleitwort, dass sich die „Struktur dieses Requiems […] durch enorme Komplexität aus[zeichnet] – eine dichte Polyphonie ist ihr Charakteristikum“: In allen Sätzen gibt es imitatorische sowie kanonische Passagen. Das „Sanctus“ beginnt paradigmatisch mit einem Kanon zwischen Cello und Kontrabass (im Nonenabstand).

## Uraufführung

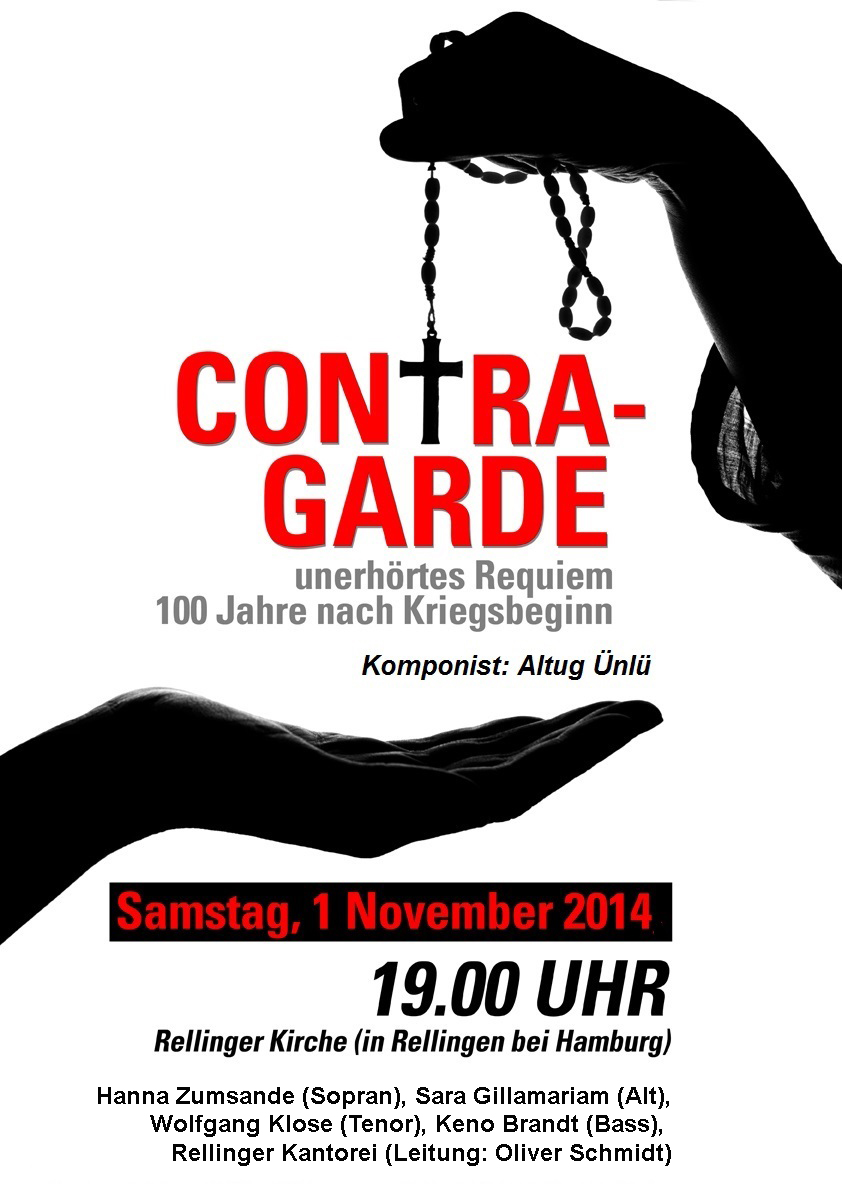
Der Flyer zur Uraufführung

Dieses Requiem wurde am 1. November 2014 in der Rellinger Kirche uraufgeführt. Die Gesangssolisten waren Hanna Zumsande (Sopran), Sara Gillamariam (Alt), Wolfgang Klose (Tenor), Keno Brandt (Bass). Die Leitung hatte der Kantor Oliver Schmidt. Das Orchester setzte sich zumeist aus Mitgliedern der Philharmonie Hamburg und der Hamburger Symphoniker zusammen: Stefan Czermak (1. Violine), Stefan Schmidt (2. Violine), Teresa Westermann (Viola), Valeri Krivoborodov (Cello), Hannes Biermann (Kontrabass), Judith Michalski (Flöte), Birgit Sader (Oboe), Kathi Froelian (Klarinette), Eva-Maria Matthiesen (Fagott), Thilo Jaques (Horn), Gerhard Hoppe (Trompete), Eckard Meyer (Bassposaune), Prof. Cornelia Monske (Perkussion), Dr. Jörg Dehmel (Orgel). Vor der Uraufführung gab es eine Werkeinführung mit einzelnen Klangbeispielen. Der Referent war Dr. Wolfgang Doebel.

## Rezension
Das Requiem wurde sehr positiv aufgenommen. Nach der Uraufführung gab es gute Kritiken. Das Pinneberger Tageblatt schrieb am 3. November 2014:
"Ein Requiem zum hundertsten Jahrestag des Ausbruchs des Ersten Weltkriegs – so lautete die Aufgabe für den Komponisten Altug Ünlü, dem die Rellinger Kirche das Auftragswerk anvertraute. Nach zwei Jahren akribischer Arbeit kam das Werk des 48-jährigen Hamburger Komponisten in der Rellinger Kirche unter Kantor Oliver Schmidt nun zur Uraufführung.
Zwar waren nicht alle Ränge besetzt, dennoch zog es viele Neugierige zu diesem Ereignis in den Barockbau. Eingeleitet wurde die etwa dreißigminütige Totenmesse mit einer Werkbesprechung von Wolfgang Doebel, ein alter Freund Ünlüs, der dessen bedachte Arbeit und eigene Tonsprache an diesem Werk hervorhob. […]
Was dem Publikum gleich darauf auffiel: Auch die Rhythmik dieses Stücks hat es in sich. Ebenso die Harmonik. Polyrhythmik, Polyphonie auf die Spitze getrieben, Chromatik, schreiende Glissandi und drohende Orgelpunkte im ganz tiefen Register: Leichte Kost ist das Requiem nicht und erst recht nicht leicht zu spielen. Die Musiker lieferten eine hervorragende Leistung ab und auch die Rellinger Kantorei und die Solisten […] glänzten mit der schwierigen Partitur […].
Musiker und Komponist ernteten viel Applaus, Ünlü und Schmidt lagen sich am Ende in den Armen. Ein Mitschnitt der Uraufführung soll auf dem online Videoportal Youtube erscheinen."